# Cyril Achard
Cyril Achard est un guitariste français ayant sorti plusieurs albums solos instrumentaux et chantés, dont In inconstancia constans (Lion music) avec Eric Lebailly à la batterie, Franck Hermanny à la basse, Patrick Peek au chant, Jean Marc Layani aux claviers et le guitariste/claviériste Tony MacAlpine en invité sur quelques titres.

## Biographie
Cyril Achard est un guitariste français (Aix-en-Provence, Provence-Alpes-Côte d'Azur), né le 6 mai 1972. Il prend ses premiers cours de guitare à l'âge de treize ans avec des cours de jazz.
Il est professeur au CIAM de Bordeaux et participe à des classes de maître à travers la France.
Cyril Achard a joué sur guitare Lag, Yamaha, Godin Multiac, Fender Stratocaster, Olivier Pozzo (luthier de Nîmes).
Il fait ses premiers pas sur la scène locale d'Aix-en-Provence avec un power trio de metal instrumental, Morbid Feeling, dans la veine de Joe Satriani, à la fin des années 80 et il déploie déjà toute sa virtuosité. En particulier Morbid Feeling va en finale du premier Class'Rock 1992 avec le titre L'empreinte du temps. Puis il commence sa carrière professionnelle en tant qu'invité dans le groupe progressif français Arrakeen, jouant de la guitare électrique sur l'album Mosaïque de 1992.
À cette époque il participe aussi à l'album Basilic Instinct de Quartiers Nord.
Confusion (1997) est son premier album solo, à mi-chemin entre rock fusion et rock progressif instrumental teinté de jazz.
Il est alors accompagné de Frédéric Schneider (basse) et Laurent Piacentino (batterie). 
Sur cet album, le morceau Naufrage rend hommage à Jason Becker. 
Cyril Achard participera d’ailleurs à un tribute-album dédié à Jason Becker (Jason Becker : Warmth in the Wilderness Vol. I ), via la reprise du titre ESP.
Confusion sera remasterisé en 2002 avec 3 titres bonus. Le titre Barock sera aussi repris en version acoustique.
Il fonde en 2001 un groupe (Morbid Feeling) et sort un album de metal progressif ...In Inconstancia Constans. 
Il est accompagné d'Eric Lebailly (Adagio) à la batterie, Franck Hermanny (Adagio) à la basse, Patrick Peek au chant et Jean-Marc Layani aux claviers. 
Tony MacAlpine est invité pour y enregistrer des solos de clavier sur trois chansons (Fields Of Graves, Vow Vide et Be My Thing).
La particularité de cet album est qu’il est entièrement chanté à part le titre The One Deep.
En 2002, il participe au projet Taboo Voodoo, trio mené par le batteur Mike Terrana (qui a joué avec Yngwie Malmsteen, Rage, Alex Rudi Pell, Tony MacAlpine…).
L’album qui en résulte, Something's Cookin’, pourrait être décrit comme de la fusion instrumentale moderne.
Le groupe Taboo Voodoo partira en tournée pour cet album qui reçut un bon accueil critique.
C’est à cette époque que Cyril Achard décide de ne plus jouer au plectre (médiator) afin de parfaire sa technique aux doigts de la main droite. Il se consacre alors uniquement à la guitare nylon et se spécialise dans le jeu aux doigts.
Il sort alors des albums orientés acoustique, jazz.
En 2005, Cyril Achard Quintet - Essensuel.
En 2008, il collabore avec Michael Manring et sort Michael Manring & Cyril Achard - A Place In Time enregistré au Deven Prod Studio (France).
En 2008, Cyril Achard Trio - Trace.
En 2010, Cyril Achard Solo – Mayrig enregistré au Deven Prod Studio (France).
Cyril ACHARD signe avec Mayrig son tout premier album en solo avec comme seul outil une guitare acoustique. Il s’agit d’un album de compositions personnelles ainsi que d’arrangements de standards (Amazing Grace, In A Sentimental Mood et L'Important, c'est la rose)
Il s’autorise toutefois en 2010 une incursion dans le monde de la guitare électrique avec l’album Violencia, accompagné à nouveau pour cet album de la section rythmique d'Adagio: Eric Lebailly à la batterie et Franck Hermany à la basse.

## Discographie
- 1991 : Arrakeen Mosaique
- 1994 : Quartiers Nord Basilic Instinct
- 1996 : Fred & Co (Fred Schneider)
- 1997 : VAE VICTIS Compilation
- 1997 : ProgLive 97
- 1997 : Cyril Achard Confusion (Musea)
- 1998 : Cyril Achard Video Pedagogique Le Phrase Out a la Guitare
- 2000 : Contre-Fusion (live 4 titres)
- 2000 : Guitarapalooza 2
- 2001 : Cyril Achard' s Morbid Feeling ...In Inconstancia constans (Lion Music / King Rec. Japon)
- 2001 : Tribute to Jason Becker (Lion Music)
- 2003 : Cyril Achard Confusion Remasterise + 3 titres bonus (Lion Music)
- 2003 : Taboo Voodoo Somethin's Cookin’ (Lion Music Europe)
- 2003 : Tribute to Uli Jon Roth (Lion Music)
- 2003 : Cyril Achard Quintet Essensuel (Cristal Records / Abeille Distrib.)
- 2004 : Tribute to Jimi Hendrix (Lion Music)
- 2007 : Cyril Achard Trio : Trace (Cd-Dvd)
- 2010 : Violencia (CD - 2010)
- 2010 : Mayrig (CD - 2010)
- 2013 : Le point du Jour (CD - octobre 2013)